# Isonychus saltanus
Isonychus saltanus är en skalbaggsart som beskrevs av Frey 1969. Isonychus saltanus ingår i släktet Isonychus och familjen Melolonthidae. Inga underarter finns listade i Catalogue of Life.